# Filimone Jitoko
Filimone Jitoko, né le 3 octobre 1949 à Kabara (en) aux îles Lau,, est un juge, diplomate puis homme d'État fidjien.

## Biographie
Durant son enseignement secondaire à l'école Reine Victoria (en) de Nasinu durant l'époque coloniale britannique, il est membre des équipes de cricket, de hockey et d'athlétisme de l'école, et capitaine de l'équipe de rugby à XV. Il étudie le droit à l'université Victoria de Wellington, en Nouvelle-Zélande, et est admis au barreau des Fidji en 1978, après l'indépendance du pays. 
De 1987 à 1993, durant la dictature qui fait suite au coup d'État de 1987, il est le solicitor general, avocat du gouvernement. Dans le même temps, de 1988 à 1994 il est conseiller juridique du Grand Conseil des chefs, l'instance représentative des chefs autochtones fidjiens. De 1993 à 1996 il est le secrétaire du cabinet, le plus haut fonctionnaire du bureau du Cabinet des Fidji,.
En 1996 il est nommé haut-commissaire (ambassadeur) des Fidji au Royaume-Uni, accrédité dans le même temps auprès d'Israël, du Danemark et du Saint-Siège,. 
De 2002 à 2009 il est juge à la Haute Cour des Fidji. En 2009 il devient enseignant de droit à l'université du Pacifique Sud. De 2017 à 2020 il est le président (Chief Justice) de la Cour suprême de Nauru,,. Il a ainsi à juger l'affaire dite des « Dix-Neuf de Nauru », dix-neuf opposants nauruans au gouvernement du président Baron Waqa et de son influent ministre de la Justice David Adeang, arrêtés et condamnés « pour une manifestation globalement pacifique » et reconnus par Amnesty International comme ayant été poursuivis pour « des motivations politiques ». En mars 2018, il dispose en faveur du gouvernement qui demandait un alourdissement des peines de prison de trois des accusés. Découvrant peu après que le gouvernement nauruan a -sans l'informer- abrogé le droit des condamnés à faire appel auprès de la Haute Cour d'Australie, il suspend les peines des trois hommes et les libère sous caution jusqu'à ce que leur droit à l'appel soit rétabli. Dans le même temps, il rejette la demande du gouvernement qui argue que, le droit à l'appel ayant été aboli, les hommes devraient être considérés comme ayant été définitivement condamnés, et purger leur peine. Il rejette également la demande du gouvernement qui souhaite qu'il impose une obligation de silence aux médias à ce sujet. De retour aux Fidji, il devient juge à la Cour d'appel des Fidji, dont il devient le président en novembre 2023. 
Candidat proposé par le gouvernement de Sitiveni Rabuka pour la présidence du Parlement des Fidji, il est élu à cette fonction par les députés le 12 novembre 2024. Son adjointe à la présidence est la députée Lenora Qereqeretabua.